# Liste des navires actifs de la marine srilankaise
La flotte navale du Sri Lanka comprend, en 2020, 225 bateaux
dont une cinquantaine de navires de combat, des navires de soutien et des patrouilleurs côtiers. 
Voici une liste des navires de la marine srilankaise actuels en 2017 :

## Frégates de patrouille
Classe Saryu  Inde : 
- SLNS Sayurala (P623)
- SLNS Sindurala (P624)

Classe Hamilton  États-Unis :
- SLNS Gajabahu (P626) : ex-Sherman	(WHEC-720)

Type 053H2G  Chine :
- SLNS Parakramabahu (P625)

## Navires lance-missiles
Classe Sa'ar IV  Israël :
- SLNS Nandimithra (P701)
- SLNS Suranimala (P702)

## Patrouilleurs extracôtiers
Classe Sukanya  Inde :
- SLNS Sauyra (P620)

Medium endurance cutter  États-Unis :
- SLNS Samadura (P621) : ex-USCGC Courageous (WMEC-622)

Classe Vikram (1983)  Inde :
- SLNS Sagara (P622)

Classe Jayasagara  Sri Lanka :
- SLNS Jayasagara (P601)

## Grands Patrouilleurs
Classe Bay  Australie :
- SLNS Mihikatha (P350)
- SLNS Rathnadeepa (P351)

Classe Shanghai(I-II-III)  Chine :
- SLNS Weeraya (P311)
- SLNS Jagatha (P315)
- SLNS Abeetha II (P316)

- SLNS Edithara II (P317)
- SLNS Wickrama II (P318)
- SLNS Ranajaya (P330)
- SLNS Ranadeera (P331)
- SLNS Ranawickrema (P332)
- SLNS Ranarisi (P322)

Classe Lushun  Chine :
- SLNS Prathapa (P340)
- SLNS Udara (P341)

## Fast Attack Craft
Classe Dvora  Sri Lanka/ Israël :

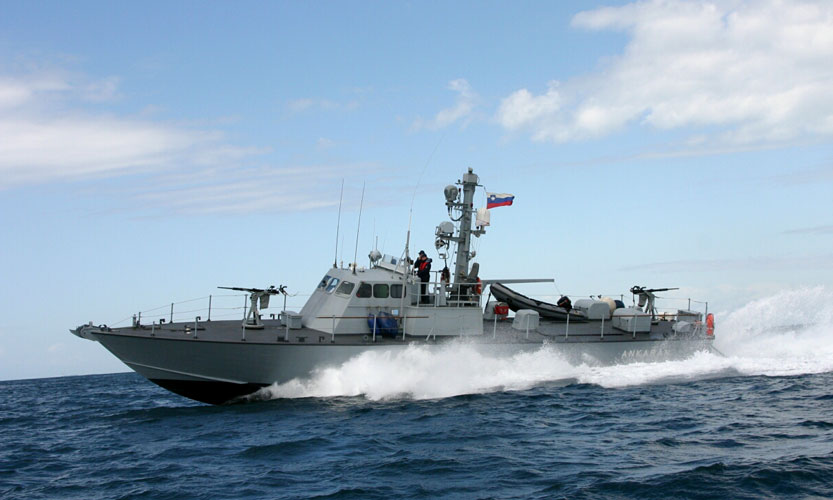
Super Dvara MKII

- 4 unités (45 tonnes) : P440 à P443

Classe Super Dvora Mk II  Israël :
- 3 unités (60 tonnes)

Classe Super Dvora Mk III  Israël :
- 6 unités (60 tonnes)

Classe Shaldag  Israël :

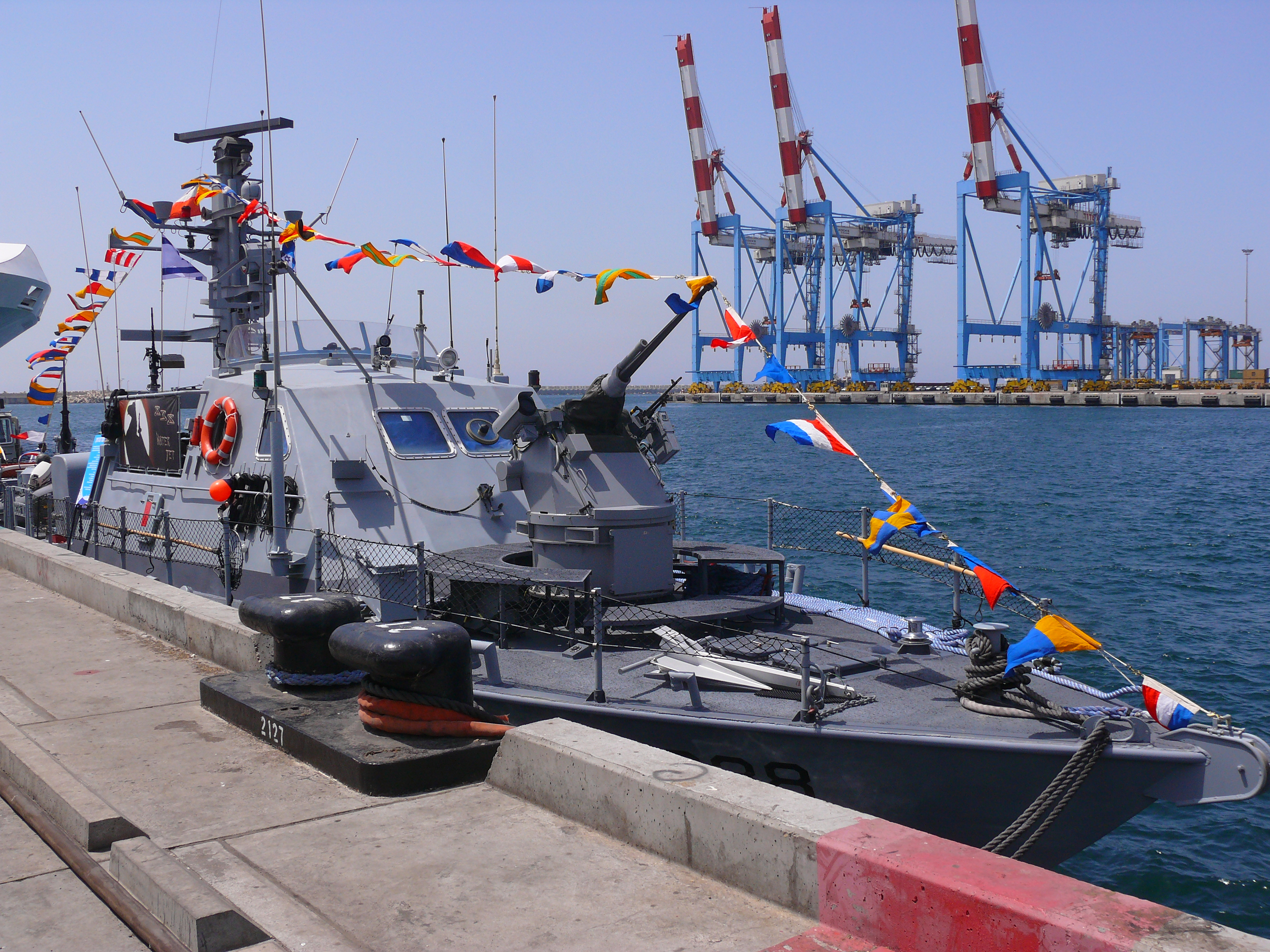
Super Dvora MkIII

- 7 unités (72 tonnes) : P470 à P476

Classe Colombo  Sri Lanka :
- 22 unités (52/56 tonnes) :

Classe Cedric  Sri Lanka :

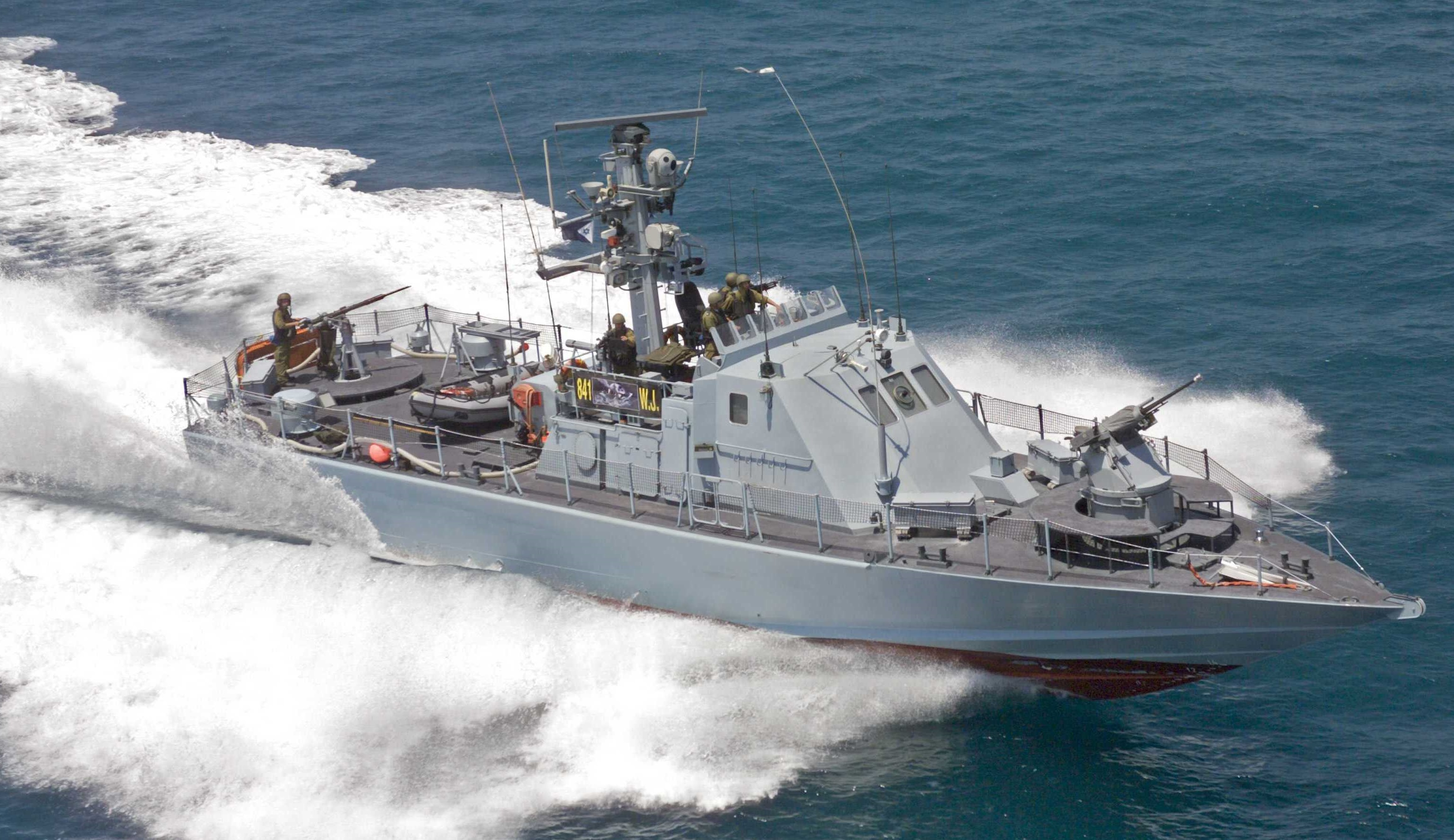
Shaldag Mk3

- plus de 100 unités (Special Boat Squadron)

Classe Wave Rider  Sri Lanka :
- plus de 25

Classe Trinity Marine  États-Unis :
- 5 unités : P480 à P485

Canot pneumatique  États-Unis : ?

## Navires amphibies

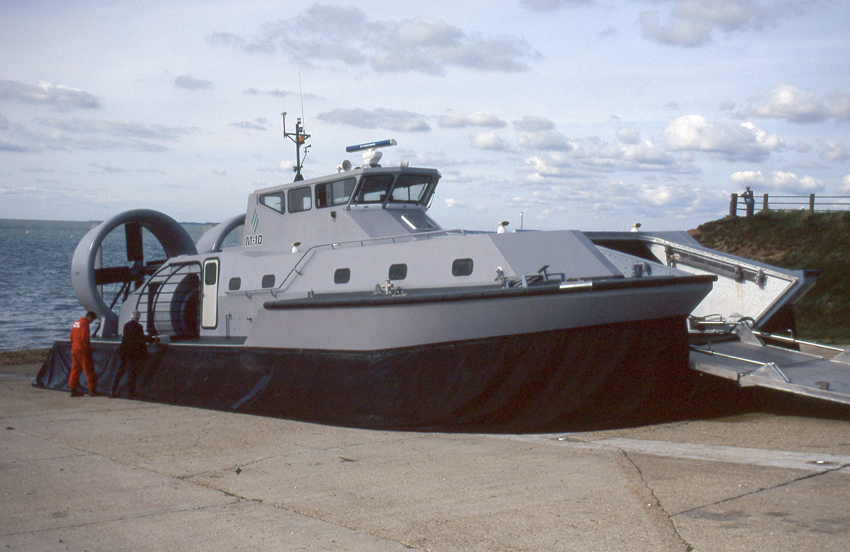
Prototype ABS

Classe Yuhai  Chine :
- SLNS Shakthi (L 880)

Classe  Ranavijaya  Sri Lanka :
- SLNS Ranavijaya (L 836)
- SLNS Ranagaja (L 839)

Classe Yunnan  Chine :
- 2 unités : L 820 et L 821

ABS Hovercraft  Royaume-Uni :
- 1 unité : A 530

## Navires auxiliaires
Type Kvaerner Fjellstrand : 6 catamarans  transport de troupe 
- Hansaya (A 540)
- Lihiniya (A 541)
- A 543, A 520, A 521, A 623